# Хемопоеза
Хемопоезата (от старогръцки: αἷμα – кръв; ποίησις – изработка, образуване и ποιεῖν – творя, създавам) е процес на образуването, развитието и съзряването на клетките в кръвта, като еритроцити, левкоцити и тромбоцити при гръбначните животни. Могат да се разглеждат ембрионална и постембрионална хемопоеза. Всички кръвни клетки произлизат от хемопоетичните стволови клетки. В организма на здрав човек средно на ден се образуват от 10 до 100 милиарда кръвни клетки за поддържането на необходимото количество.

## Хемопоетични стволови клетки
Хемопоетичните стволови клетки се намират в медулата на костния мозък и дават началото на всички различни типове зрели кръвни клетки и тъкани. Хемопоетичните стволови клетки имат способността да се самоподдържат: при тяхното деление част от дъщерните клетки остават идентични с родителската клетка и по такъв начин техният запас не се изчерпва. Този процес е известен като асиметрично клетъчно деление. Другите дъщерни клетки (миелоидни и лимфоидни прекурсорни клетки) могат да следват някой от различните пътища, които водят до производството на един или повече специфични типове кръвни клетки, които обаче не могат да се самовъзпроизвеждат. Запасът от клетки предшественици е нееднороден и се дели на две групи: трайно самообновяващи се хемопоетични стволови клетки и преходно или кратковременно самообновяващи се хемопоетични стволови клетки. Това е един от жизненоважните процеси в организма.

## Типове клетки
Всички кръвни клетки се делят на три линии.
- Червени кръвни клетки, наречени еритроцити, които са носителите на кислород в организма. Броят на ретикулоцитите в (незрелите еритроцити) в кръвта може да служи за оценка на скоростта на тяхното производство, известно като еритропоеза.
- Лимфоцитите са от ключово значение за придобития имунитет. Те произлизат от общи лимфоидни прародители. Лимфоидната линия се състои от T-клетки, B-клетки и NK-клетки, а процесът се нарича лимфопоеза.
- Клетките от миелоидната линия, която включва гранулоцитите, мегакариоцитите, моноцитите и макрофагите, произлизат от общ миелоиден прародител и обхващат разнообразни роли като вродения имунитет и кръвосъсирването. Тяхното производство се нарича миелопоеза.

Гранулопоезата е хемопоеза на гранулоцитите с изключение на мастните клетки, които също са гранулоцити, но съзряват извън медулата.
Тромбопоезата е хемопоеза на тромбоцитите.